# 贝申多夫
贝申多夫是德国石勒苏益格－荷尔斯泰因州的一个市镇。总面积8.54平方公里，总人口546人，其中男性251人，女性295人（2011年12月31日），人口密度64人/平方公里。